# Jerry Fowler
Jerry Alvin Fowler (Boonville, 20 giugno 1927 – Marshall, 15 giugno 2008) è stato un cestista statunitense, professionista nella ABL, nella NPBL e nella NBA.